# Patrick Masclet
Pour les articles homonymes, voir Masclet.
Patrick Masclet, né le 31 mai 1952 à Waziers (Nord) et mort le 4 juin 2017 à Clamart, est un homme politique français, sénateur-maire Les Républicains d'Arleux de 2015 à 2017.

## Biographie
Patrick Masclet commence sa carrière politique en se présentant à la mairie d'Arleux. Il est élu maire lors des municipales de 1995 et est réélu en 2001, 2008, et 2014,.
Il est membre de la communauté d'agglomération du Douaisis, dont il est le 6e vice-président chargé de la prospective, des financements de projets et TIC.
En 2002, il succède à Jean-Pierre Decool à la présidence de l'Association des maires du Nord ; et en 2008, il devient vice-président de l'Association des maires de France chargé de la cohésion sociale. Le 13 octobre 2014, il est réélu à l'unanimité président de l'Association des maires du Nord,.
En mars 2004, il est élu conseiller régional en 16e position sur la liste d'union de la droite dans le Nord lors des régionales.
En mars 2010, il est réélu conseiller régional en 10e position,, sur la liste de la majorité présidentielle dans le Nord lors des régionales.
Il figure en 3e position non-éligible sur la liste menée par Jean-René Lecerf lors des sénatoriales de 2011.
Après avoir été élu au conseil départemental du Nord, Jean-René Lecerf, qui est un opposant au cumul des mandats, annonce qu'il démissionnera de son mandat de sénateur et cèdera son siège au suivant de liste, Patrick Masclet.
Patrick Masclet soutient la candidature de François Fillon à la présidence de l'UMP face à celle de Jean-François Copé lors du Congrès de l'Union pour un mouvement populaire de 2012.
En avril 2015, il abandonne ses mandats à la communauté d'agglomération du Douaisis et au conseil régional du Nord-Pas-de-Calais,. Il est remplacé à la communauté d'agglomération par Bruno Vandeville,.
Le 22 avril 2015, Patrick Masclet devient sénateur du Nord,,,, en remplacement de Jean-René Lecerf, élu président de l'assemblée départementale.
Patrick Masclet est le trésorier de l'Agence technique départementale du Nord (ATD 59).

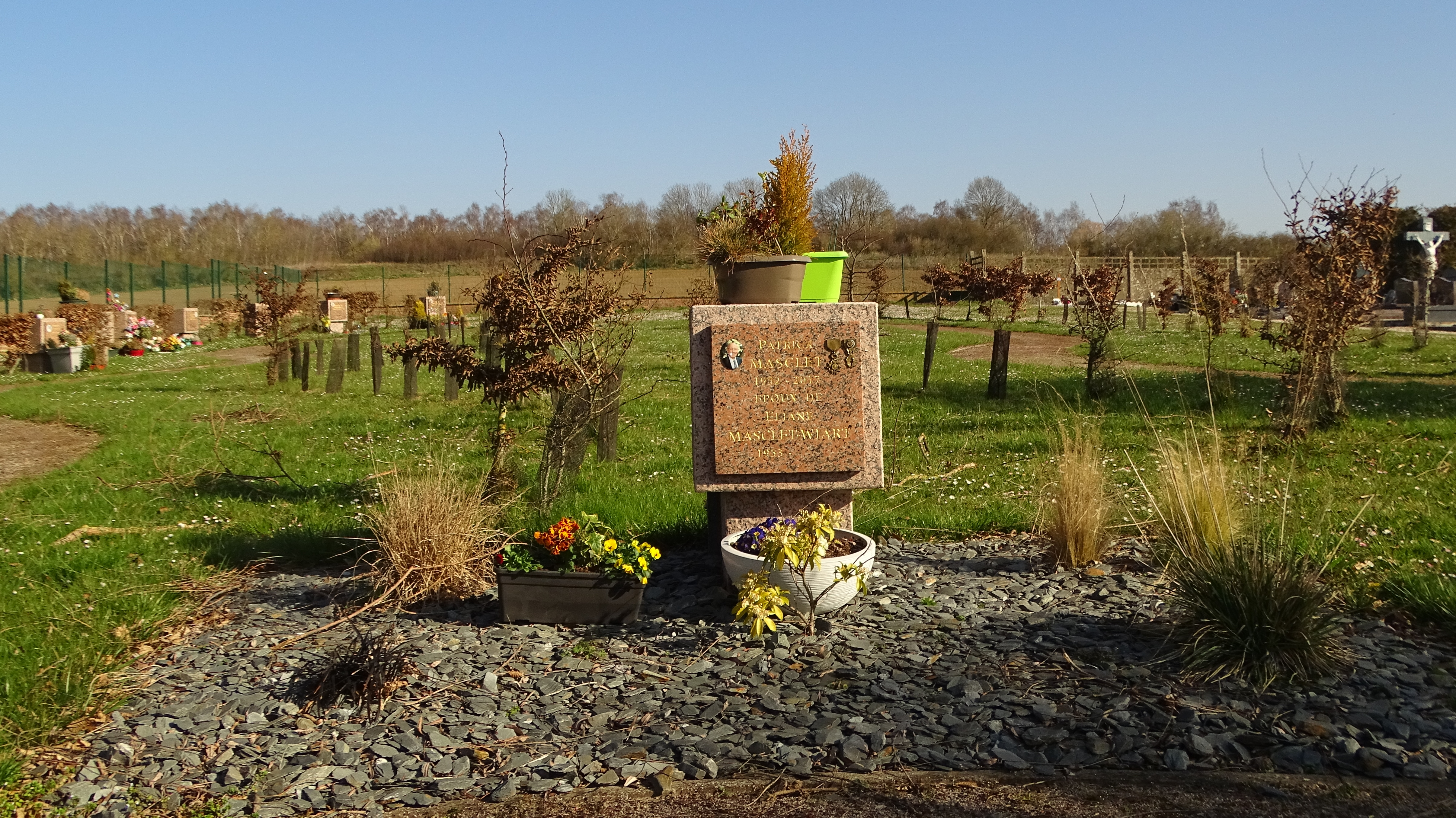
Tombe de Patrick Masclet.

Il soutient Alain Juppé pour la primaire française de la droite et du centre de 2016.
Malade, il démissionne de ses fonctions de maire début 2017.
Il donne son parrainage et soutient François Fillon jusqu'au bout à l'élection présidentielle de 2017.
Il meurt le 4 juin 2017 à Clamart, où il était hospitalisé, en attente d'une greffe de moelle osseuse. Il est incinéré au crématorium de Beaurains et l'urne est placée au nouveau cimetière d'Arleux.

## Décorations
- Chevalier de la Légion d'honneur (décret du 6 avril 2007)[31]